# هاید پارک (نیویورک)
هاید پارک (انگلیسی: Hyde Park, New York) شهرکی در کنار رود هادسن در شهرستان داچس و در شمال پوکیپسی است. این شهر زادگاه سی و دومین رئیس‌جمهور ایالات متحده آمریکا فرانکلین دلانو روزولت است و مناطق مسکونی استاتس‌برگ و هاویلند و هاید پارک در آن واقع شده‌است. خانهٔ فرانکلین دلانو روزولت در این شهر در فهرست مکان‌های تاریخی ملی ثبت شده‌است. علاوه بر اینها، مؤسسه آشپزی آمریکا و موزه و کتابخانه ریاست جمهوری فرانکلین روزولت (نخستین کتابخانه ریاست‌جمهوری آمریکا) هم در این شهر قرار دارند. مطابق سرشماری ۲۰۲۰ ایالات متحده آمریکا جمعیت این شهر کوچک ۲۱٬۰۲۱ نفر بود.